# Юлія Лаутова

Юлія Лаутова (нім. Julia Lautowa; нар. 5 жовтня 1981, Москва, РРФСР) — австрійська фігуристка-одиночниця. Народилася в Москві, але в 12 років переїхала з батьками до Відня. Виступала завжди за Австрію.

## Кар'єра
Лаутова шість разів ставала чемпіонкою Австрії і багато разів представляла країну на чемпіонатах Європи і світу, а також в 1998 році на Олімпійських іграх. Шість разів представляла свою країну на юніорському чемпіонаті світу.
Лаутова почала кататися в 1985 році в Москві. На початку своєї кар'єри вона тренувалася Мариною Кудрявцевою, Оленою Чайковською та з С. Громовим.
Змагаючись в Австрії, вона виграла свій перший титул чемпіона на ISU 1994 Junior Worlds в Колорадо-Спрінгз, штат Колорадо.
У сезоні 1994-95 років Лаутова посіла 24-е місце на чемпіонаті світу серед юніорів 1995 в Будапешті та 21-го на чемпіонаті Європи 1995 року в Дортмунді. Вона пропустила фінал довільної програми на Чемпіонаті світу 1995 року в Бірмінгемі.
У сезоні 1996-97 років Лаутова виграла свій перший титул в міжнародній кар'єрі у меморіалі Карла Шефера. Виступаючи в першій серії чемпіонатів (пізніше відома як серія Гран-прі), вона посіла четверте місце в 1996 році на Skate America і була удостоєна срібної медалі на Кубку Росії 1996 року. Вона також двічі з'являлася на молодшому рівні, займаючи шосте місце (12-те місце в короткій програмі, третє місце у довільній програмі) в 1997 році серед юніорів в Сеулі, Південна Корея, і виграла срібло на Європейському юнацькому Олімпійському фестивалі 1997 року Сундсвалве, Швеція. Вона посіла 16-те місце на чемпіонаті Європи 1997 року в Парижі та 8-е на чемпіонаті світу 1997 року в Лозанні, посівши 5-те місце у своїй відбірковій групі, 11-те місце в короткому і 6-те у вільному виступі.
У лютому 1998 року Лаутова представляла Австрію на зимових Олімпійських іграх в Нагано, Японія. У кращому випадку вона посіла 21-е місце, вона отримала право на довільний виступ, де посіла 13-те місце, це підняло її до 14-го місця.
Лаутова не займалась спортом протягом одного року після того, як в серпні 2000 року отримала травму спини. Вона тренувалася під керівництвом Яни Хюблер у Відні в сезоні 2001-02 років і посіла 12-те місце у 2002 році в Європейському чемпіонаті та 22-те місце на чемпіонаті світу 2002 році.
Хюблер, Пітер Йонас й Марина Кудрявцева тренували Лаутову в сезоні 2002-03. Вона посіла 26-те місце у 2003 році в Європейському чемпіонаті в Мальме та 15-го на Чемпіонаті світу 2003 року у Вашингтоні, округ Колумбія.
У своєму фінальному змагальному сезоні Лаутова навчалася під керівництвом Кудрявцева в Москві. Вона посіла восьме місце в 2004 році у Європейському чемпіонаті в Будапешті та 25-те Чемпіонаті світу 2004 року в Дортмунді.

## Змагання
| Змагання                                     | 1993—1994 | 1994—1995 | 1995—1996 | 1996—1997 | 1997—1998 | 1998—1999 | 1999—2000 | 2000—2001 | 2001—2002 | 2002—2003 | 2003—2004 |
| -------------------------------------------- | --------- | --------- | --------- | --------- | --------- | --------- | --------- | --------- | --------- | --------- | --------- |
| Олімпійські ігри                             |           |           |           |           | 14        |           |           |           |           |           |           |
| Чемпіонат світу                              |           | 27        |           | 8         |           | 15        |           |           | 22        | 15        | 25        |
| Чемпіонати Європи                            |           | 21        |           | 16        | 8         | 11        | 12        |           | 12        | 26        | 8         |
| Етапи Гран-прі: Bompard                      |           |           |           |           |           |           |           |           |           |           | 9         |
| Етапи Гран-прі: Кубок Ростелекома            |           |           |           | 2         |           |           |           |           |           |           |           |
| Етапи Гран-прі: NHK Trophy                   |           |           |           |           |           |           |           |           |           | 11        |           |
| Етапи Гран-прі: Bofrost                      |           |           |           |           |           |           |           |           |           | 10        |           |
| Етапи Гран-прі: Skate America                |           |           |           | 4         | 6         |           | 9         |           |           |           | 11        |
| Етапи Гран-прі: Skate Canada                 |           |           |           |           | 8         |           |           |           |           |           |           |
| Finlandia                                    |           |           |           |           | 2         |           |           |           |           |           |           |
| Золоті ковзани Загреба                       |           |           |           |           |           |           |           |           |           | 3         |           |
| Меморіал Карла Шефера                        |           |           | 2         | 1         |           |           |           |           |           | 13        | 1         |
| Меморіал Ондрея Непели                       |           |           |           |           |           |           |           |           | 2         |           | 3         |
| Чемпіонати світу сред юніоров                | 15        | 24        | 12        | 6         | 10        |           | 20        |           |           |           |           |
| Європейський юнацький Олімпійський фестиваль |           |           |           | 2         |           |           |           |           |           |           |           |
| Чемпіонати Австрії                           | 1         |           |           | 1         |           |           | 1         |           | 1         | 1         | 1         |

## Особисте життя
Деякий час Юлія Лаутова була одружена з російським фігуристом Романом Костомаровим.